# William Ewart Gladstone
William Ewart Gladstone (Liverpool, 29 december 1809 – Hawarden, Wales, 19 mei 1898) was een Brits liberaal staatsman en premier van 1868–1874, 1880–1885, 1886 en 1892–1894.

## Levensloop

### Jeugd
Gladstone was de vijfde van zes kinderen van Sir John Gladstone en Anne Mackenzie Robertson. Zijn vader was een handelaar die door handel met Noord-Amerika en Brits-West-Indië een groot fortuin opbouwde. Op Brits-West-Indië had John Gladstone ook suikerplantages, en was de grootste slavenhouder van het Britse rijk die nooit één plantage bezocht.
Van 1821 tot 1827 studeerde William Ewart Gladstone aan het Eton College, waarna hij van 1828 tot 1831 studeerde aan het Christ Church college van de Universiteit van Oxford. In 1831 sprak hij in Oxford zijn voorkeur uit voor de Reform Act, door te stellen dat geen enkele hervorming een revolutie zou veroorzaken. Vervolgens reisde Gladstone van 1832 tot 1833 door België, Frankrijk en Italië. Daarna ging hij in 1833 als advocaat werken aan Lincoln's Inn, maar liet zich in 1839 van de lijst van advocaten schrappen door zijn drukke politieke loopbaan.

### Begin van zijn politieke loopbaan

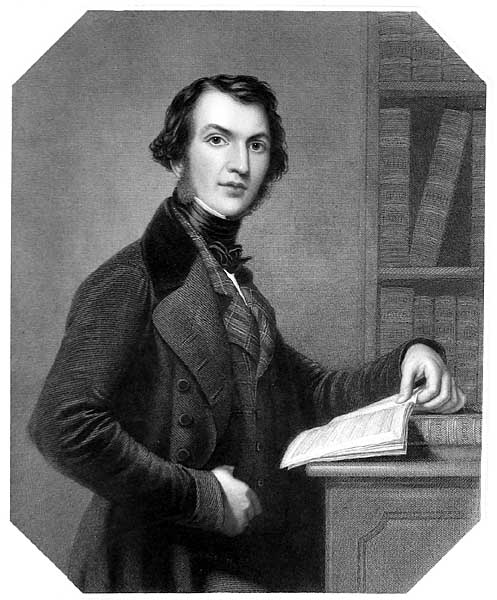
Gladstone als jong parlementslid.

In 1832 werd Gladstone voor de conservatieve Torypartij verkozen in het House of Commons en bleef tot in januari 1846. Van 1847 tot 1895 zetelde hij opnieuw in het House of Commons. In juni 1833 gaf hij er zijn eerste toespraak tijdens de discussies over de afschaffing van de slavernij. Zijn vader was op zijn suikerplantages in West-Indië slavenhouder en kreeg de beschuldiging dat hij zijn slaven mishandelde. In die toespraak verdedigde Gladstone zijn vader tegen die beschuldigingen. 
In 1834 werd Gladstone in de eerste regering van Robert Peel, junior lord van de schatkist en bleef dit tot in 1835. Hetzelfde jaar ontmoette hij voor het eerst zijn toekomstige politieke rivaal Benjamin Disraeli. Gladstone vond Disraeli maar een dandy en de twee raakten nooit bevriend. Op 27 januari 1835 werd Gladstone staatssecretaris van Koloniën, maar bleef dit slechts tot in april 1835 toen Peel ontslag nam als premier.
In 1839 huwde hij met Catherine Glynne, afkomstig uit een familie die de liberale Whigs steunden, en samen kregen ze acht kinderen. Vanaf januari 1840 begon Gladstone zich ook in te zetten voor voormalige prostituees door ze uit de prostitutie te redden en ze terug een plaats in de maatschappij te geven en in 1848 richtte hij een vereniging op die zich daar voor inzette.
In 1841 vormde Robert Peel een nieuwe regering. Gladstone werd in deze regering ondervoorzitter van de Handelsraad, maar aanvaardde met tegenzin omdat hij zichzelf te onervaren vond voor deze functie. In mei 1843 werd hij voorzitter van de Handelsraad en kwam zo in de ministerraad terecht. In 1844 was hij in deze functie verantwoordelijk voor de wet die besliste dat er in elk station minstens één trein per dag moest stoppen, dat elke reiziger in derde klasse voor elke afgelegde mijl 1 penny moest betalen en dat elke trein niet meer dan 12 mijl per uur mocht rijden.
Als voorzitter van de Handelsraad bestreed hij de toelage van 9.000 dollar dat het Maynooth Seminary in Ierland kreeg. Hij vond dat geld betalen voor de opleiding van rooms-katholieke priesters in een protestantse staat ongepast was en dat dit tot gevaar kon leiden. Hierdoor maakte Gladstone zich in het katholieke Ierland impopulair en dit vermoeilijkte de verzoeningspolitiek in Ierland die Peel vanaf 1844 nastreefde. De Ierse katholieke kerk was ontevreden dat ze arm bleven ondanks dat een groot deel van de bevolking katholiek was, terwijl de Anglicaanse kerk veel welvarender was. Peel wilde in tegenstelling tot Gladstone de privileges van de Anglicaanse kerk niet veranderen en stelde voor om de toelage van het Maynooth Seminary te verhogen naar 30.000 dollar. Gladstone veranderende uiteindelijk van mening en stemde voor de toelagestijging, maar vond dat hij niet langer in de regering kon blijven omdat hij het ontoelaatbaar vond dat een minister van mening veranderde. In januari 1845 nam hij tot de verbazing van Peel ontslag en Peel zou toen naar verluidt gezegd hebben: Soms heb ik grote problemen om te begrijpen wat Gladstone bedoelt. In december 1845 keerde Gladstone als minister van Oorlog en Koloniën en bleef dit tot de val van de Regering-Peel over vrijhandel in 1846.
Na de val van de Regering-Peel stapten de voorstanders van vrijhandel uit de Conservative Party, waarna ze de beweging Peelites oprichtten. Ook Gladstone behoorde tot die Peelites. In 1847 stemde hij samen met Benjamin Disraeli voor de motie om joden toe te laten tot het House of Commons. De hoge moraliteit van Gladstone veroorzaakte vaak irritatie bij zijn collega's.

### Minister van Financiën

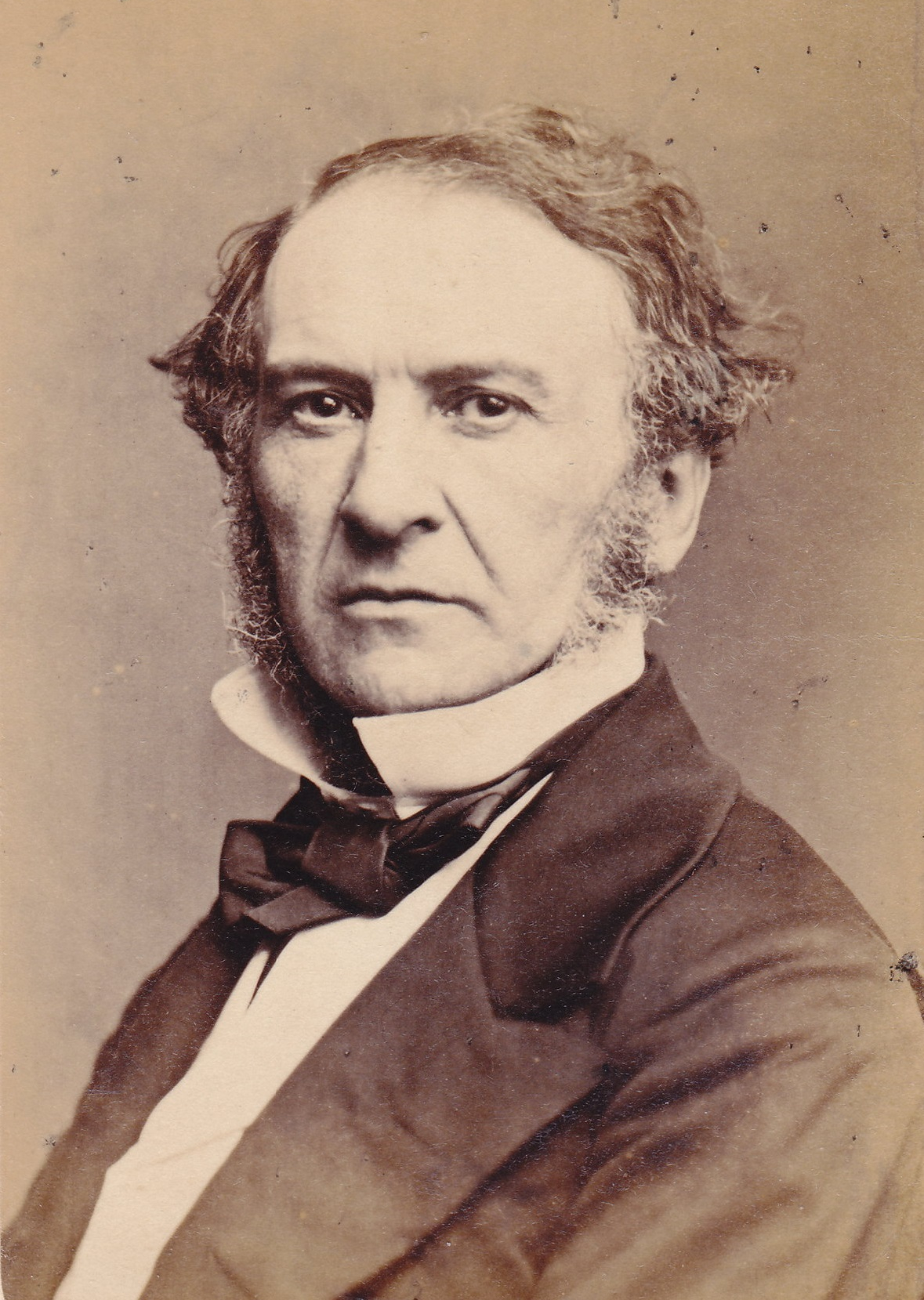
Gladstone in 1861.

In 1852 werd Gladstone minister van Financiën in de regering van graaf Aberdeen, een coalitie van Whigs, radicalen en Peelites. Bij zijn eerste begroting baseerde Gladstone zich vooral op het besparen van de staatsuitgaven. Een van zijn eerste handelingen was om het ministerie van Buitenlandse Zaken te dwingen om dunner papier te gebruiken. Om te besparen liet Gladstone ook postkaarten gebruiken. Ook voerde hij een vermogensbelasting in.
In 1854 moest hij na het uitbreken van de Krimoorlog, waarbij Groot-Brittannië betrokken was, de belastingen verhogen. De milde oorlogsvoering van Aberdeen zou in 1855 de val van de regering veroorzaken. Vervolgens werd Lord Palmerston de nieuwe premier, maar Gladstone weigerde minister in zijn regering te worden omdat Palmerston aanvaard had om een onderzoekscommissie op te richten die de oorlogsvoering moest onderzoeken. 
Daarna was Gladstone van november 1855 tot juni 1859 hoge commissaris van de Ionische Eilanden, een Brits protectoraat in Griekenland. In juni 1859 werd hij opnieuw minister van Financiën in de tweede regering van Palmerston en was korte tijd later medeoprichter van de Liberal Party, een fusie van Whigs, radicalen en Peelites. Gladstone en Palmerston hadden echter geen goede band en naar eigen zeggen ging Gladstone steeds met een ontslagbrief in zijn tas naar de ministerraad.
In 1860 sloot Gladstone een handelsakkoord met Frankrijk. Om verder te besparen verhoogde hij ook de vermogensbelastingen. Door het verdrag met Frankrijk daalde de levensstandaard in Groot-Brittannië echter, hoewel het voedsel goedkoper werd. Tevens richtte hij een fonds op dat gewone mensen mogelijk maakte om banken in moeilijkheden te helpen. Ook hervormde hij de begroting en moest het parlement vanaf dan de regeringsbegroting volledig goed- of afkeuren. 
Tijdens de Amerikaanse Burgeroorlog zorgde Gladstone voor hulpverlening aan arbeiders in de katoenindustrie die hun werk verloren. Dit kwam omdat export naar Amerika haast niet mogelijk was door de bezetting van de havens van de Geconfedereerde Staten van Amerika door de Verenigde Staten. In 1863 stelde hij aan het parlement voor om liefdadigheidsinstellingen belastingen te laten betalen, omdat hij vond dat iedereen dat moest doen, maar dit plan werd verworpen. Ook steunde hij de tweede Reform Bill die de kiescijns in de steden moest verlagen. Door de radicalen werd dit gezien als een stap richting algemeen stemrecht, waar koningin Victoria niets van wilde weten. 
Na de dood van Palmerston werd Gladstone in de regering van John Russell ook leider van het House of Commons. In 1866 was hij verantwoordelijk voor de eerste poging om het stemrecht uit te breiden, die de val van de regering zou veroorzaken.

### Premierschappen

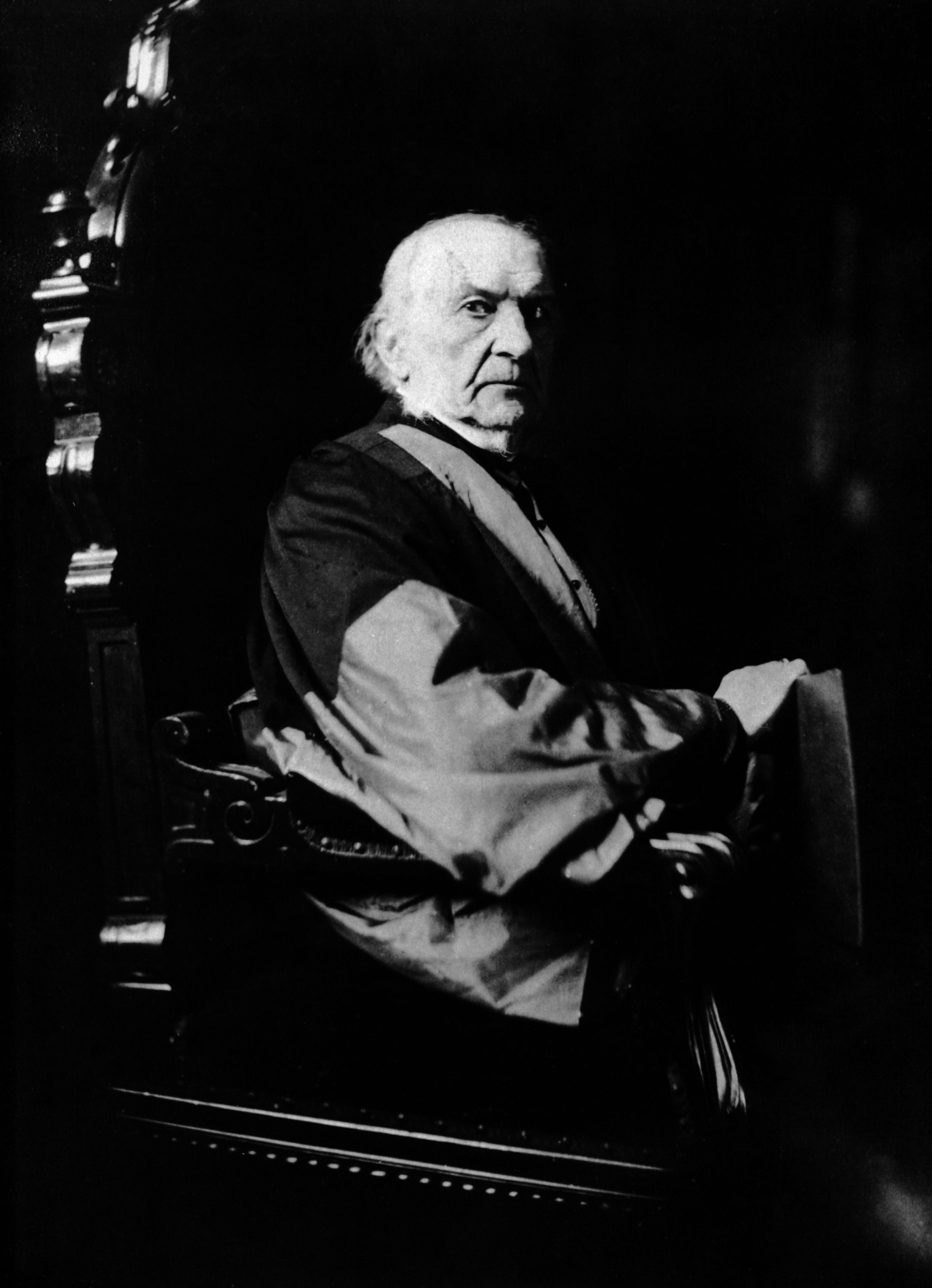
Gladstone in 1884. Tussen 1868 en 1894 was hij viermaal premier van het Verenigd Koninkrijk. Toen zijn laatste premierschap eindigde, was hij 84 jaar oud.

In december 1868 werd Gladstone na de liberale verkiezingsoverwinning de nieuwe premier van Groot-Brittannië. Tijdens zijn ambtstermijn probeerde hij om vrede in Ierland te verkrijgen. Zijn liberale politiek had verlaging van de belastingen en het voorkomen van kostbare oorlogen als prioriteiten. Een ander belangrijk politiek punt in zijn tijd was de verhouding tot Ierland, waar de katholieke meerderheid zeer ontevreden was over de overheersing door Engeland. Gladstones kabinet hield het uit tot in februari 1874, toen de Liberalen de verkiezingen verloren en zijn politieke rivaal Disraeli premier werd. Van 1873 tot 1874 was hij nogmaals minister van Financiën.
In 1876, toen hij in de oppositie was, voerde Gladstone campagne opdat Engeland invloed zou uitoefenen op het Ottomaanse Rijk, dat toen op bloedige wijze een opstand in Bulgarije onderdrukte. Premier Disraeli weigerde echter gehoor te geven aan zijn aandrang. Gladstone bekritiseerde de regering fel op dit punt en uitte ook kritiek op het koloniale beleid ten aanzien van Afghanistan en Zuid-Afrika.
In april 1880 wonnen de Liberalen de verkiezingen en kon Gladstone opnieuw een regering vormen, ook al had koningin Victoria liever een partijgenoot van hem als premier gezien. Van 1880 tot 1882 was hij tegelijkertijd minister van Financiën. Gladstones regering zou uiteindelijk vallen op een koloniale kwestie. Onder het tweede kabinet Gladstone had Engeland in 1882 zich laten meeslepen in een interventie in Egypte, waardoor het een grote mate van controle had verworven over dit land. De in Egyptische dienst zijnde Britse generaal Gordon had in opdracht van de Egyptische onderkoning een poging ondernomen om de wankelende macht van Egypte over Soedan te herstellen, maar was daarbij gestuit op het islamitisch-nationalistische verzet van een fanatieke profeet, Mohammed Ahmad ibn Abd Allah, die zichzelf de Mahdi liet noemen. Toen hij door de troepen van de Mahdi in Khartoem werd ingesloten, ging er van de publieke opinie in Engeland de roep uit dat er een expeditie moest worden gestuurd om Gordon te ontzetten. Gladstone vond dat dit een interne Egyptische kwestie was, waarin Groot-Brittannië zich niet moest mengen. Toen Khartoem in handen van de aanhangers van de Mahdi viel en Gordon daarbij het leven verloor, gaf de publieke opinie Gladstone hiervan de schuld en werd hij uitgemaakt voor "moordenaar van Gordon". Gladstone werd hierdoor genoopt om in juni 1885 af te treden.
In februari 1886 wist Gladstone weer de verkiezingen te winnen, ditmaal met steun van de Ierse nationalisten. Zijn derde kabinet zou echter maar een kort leven beschoren zijn. De Liberale Partij raakte ernstig verdeeld over Gladstones voorstel voor "Home Rule" (zelfbestuur) voor Ierland en het wetsvoorstel werd door het parlement verworpen, waarna Gladstone in juli 1886 aftrad als premier.
In augustus 1892 werd Gladstone voor de vierde en laatste maal premier. Hij probeerde toen weer een wet te laten goedkeuren voor het zelfbestuur van Ierland. De wet werd door het Lagerhuis goedgekeurd, maar sneuvelde in het Hogerhuis, dat vond dat de wet te ver ging. De al zeer bejaarde Gladstone trad toen, diep teleurgesteld, in mei 1894 af als premier. Na zijn premierschap kwam hij in het parlement nog eenmaal aan het woord om de Hamidische Bloedbaden uitgevoerd door het Ottomaanse Rijk te veroordelen. In 1895 stapte hij wegens zijn hoge leeftijd uit de politiek en drie jaar later overleed hij.
Als premier had Gladstone problematische betrekkingen met koningin Victoria, die hem een Houten Klaas vond en veel meer voelde voor de geboren charmeur Disraeli. Zij klaagde eens over Gladstone: "Hij spreekt mij altijd toe, alsof ik een openbare vergadering ben."